# ド・ディオンアクスル

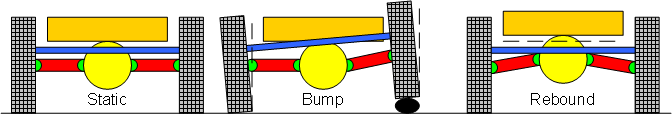
ド・ディオンアクスル
青色がド・ディオンチューブ、
赤色がドライブシャフト。

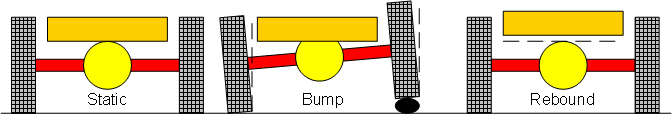
一般的なリジッドアクスル
（ライブアクスル）。

ド・ディオン－アクスル（ド・ディオン式サスペンション）は、自動車の駆動輪用サスペンションの一種で、車軸懸架（固定車軸懸架）方式の1つである。原型は1893年に開発された。
名称は、かつてフランスに存在した自動車メーカー、ド・ディオン・ブートンの創始者である、アルベール・ド・ディオン伯爵にちなむ。実際の考案者は、ド・ディオン車の技術面を担当したジョルジュ・ブートン(Georges Bouton 1847–1938)の義弟で、ド・ディオンが蒸気自動車を主力とした初期に開発を主導したシャルル・トレパルドゥー(Charles-Armand Trépardoux 1853-1920)である。

## 概要

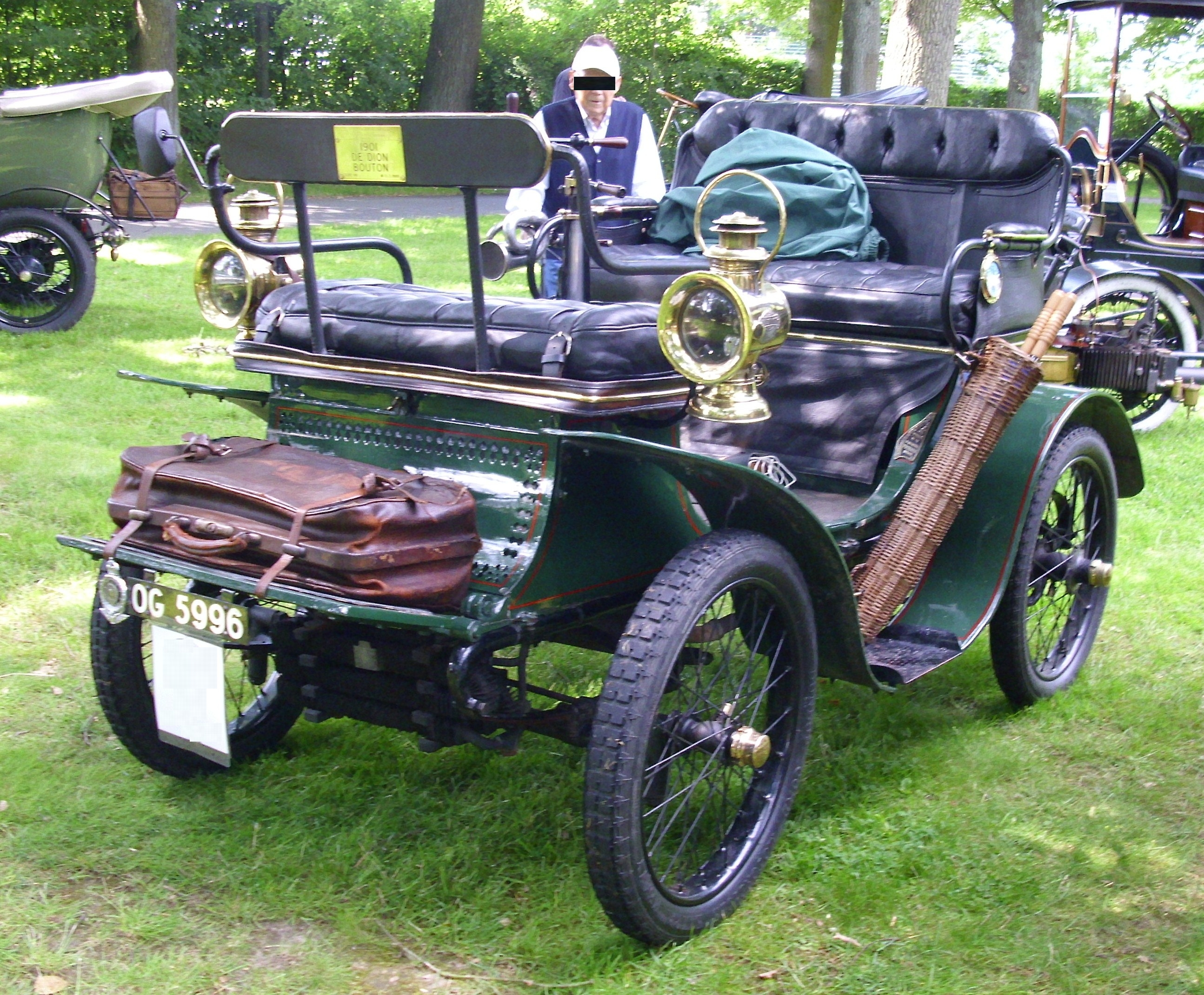
1901年式ド・ディオン・ブートン（水冷単気筒400 cc、3.5 HP）

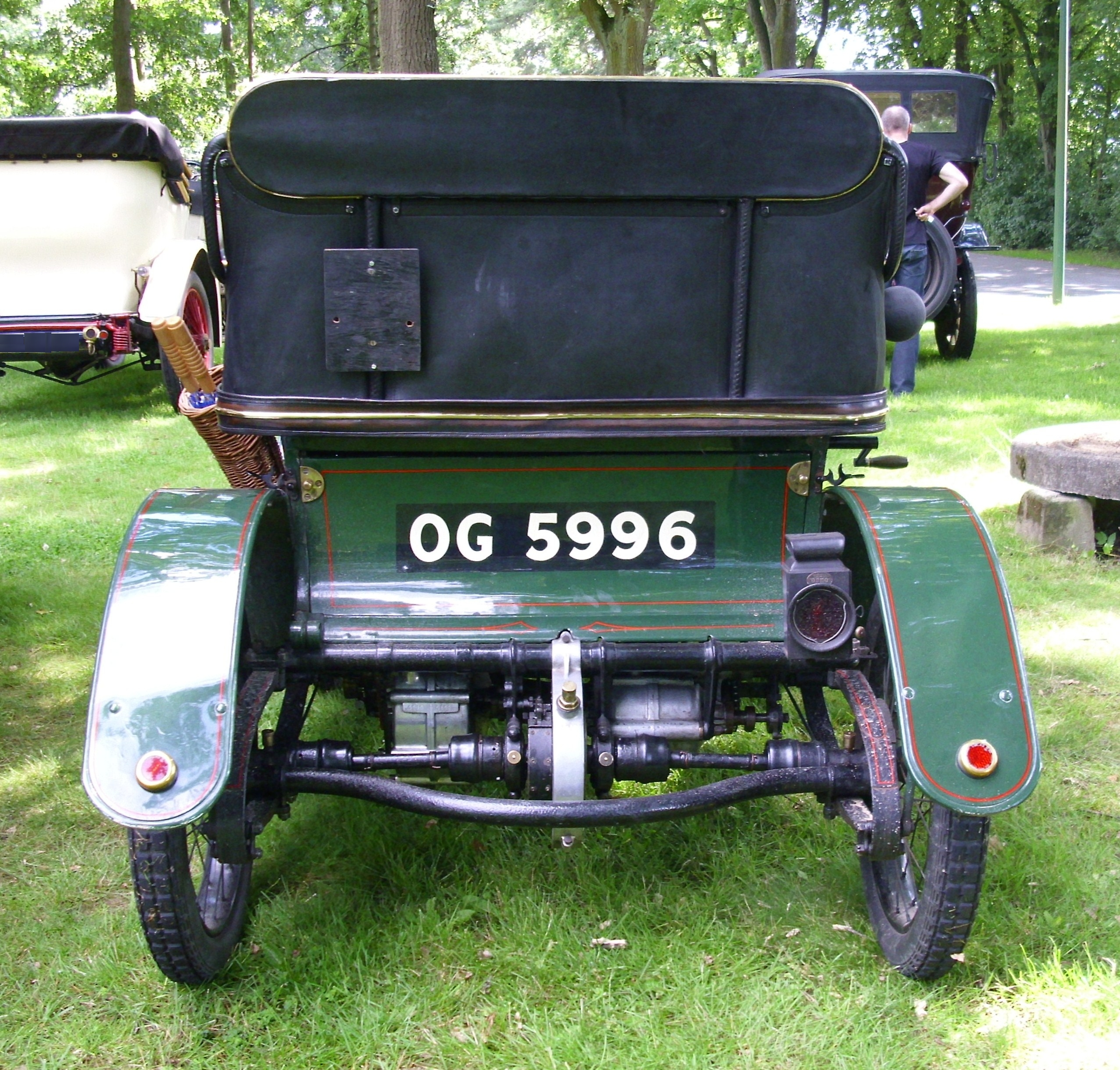
同車の「オリジナル・ド・ディオンアクスル」の駆動系。直前のエンジン・2速ギアボックスから動力伝達されるディファレンシャル・ギアは固定式。鋼管製車軸が3/4だ円リーフスプリングで位置決めされ、後輪はジョイント付きドライブシャフトで駆動される

後輪駆動車の車軸懸架式サスペンションにおいて駆動輪の軸（ライブアクスル）を懸架する場合、アクスルハウジング（ホーシング）にデファレンシャルギアが固定されており、サスペンションに合わせて動くため、ばね下重量がかさむ。そこでド・ディオンアクスルでは、ライブアクスルの路面追従性を高めるためにばね下重量の軽減を狙い、デファレンシャルギアをアクスルハウジングと分離し、車体側（ばね上）にデファレンシャルギアを装架している。元は蒸気自動車の時代に考案されたものであったが、ド・ディオン車がガソリンエンジン小型車に転換した後も引き続き採用された。後輪独立懸架が普及する以前には、欧州車での採用例が多く見られた。
デッドアクスル（非駆動輪の車軸）並みのばね下重量の軽さと、リジッド式のメリットである対地キャンバ変化の少なさを両立し、路面追従性と乗り心地を向上させている。デフの上下動が無いことで床面高さを下げられるメリットもある。また、剛結ハブゆえに可変ジオメトリーでは無いが、ドライブシャフトにはカルダンジョイントなどの自在継手が用いられているため、あらかじめ駆動輪にトーやキャンバ角をつけることも自由である。
過去には半独立懸架とする記述も見られたが、独立して動くことが出来るのはドライブシャフトのみで、左右輪のハブ間は鋼管のド・ディオンチューブで剛結されているため、サスペンションとしては独立懸架ではない。
アクスル自体の位置決めは、重ね板ばねを用いるリーフ式か、トレーリングアームとラテラルロッド（パナールロッド）、またはワットリンクを組み合わせたリンク式となる。
日本車では、プリンス自動車が1957年（昭和32年）に発売した初代スカイラインが最初であるが、プリンスの日産合併後は途絶え、その後はホンダの軽自動車の4WDモデルと4WD仕様の小型車、2000年代後半以降のトヨタの一部の4WD仕様の小型車、スズキの一部の4WD仕様の小型車、2019年以降に新規開発またはフルモデルチェンジを受けたダイハツの一部の4WD仕様の軽自動車と小型車等での採用例が多く見られる。ホンダの場合は軽貨物車のTNシリーズと、その後継車、小型車のロゴとその派生車の各4WDに、トヨタの場合はBプラットフォームを用いたプロボックスとサクシード（いずれも2014年9月以降の後期型）、シエンタを除く日本国内向けモデルの各4WDとTNGA-Bプラットフォームを用いた3代目シエンタの4WD仕様車に、ダイハツの場合はDNGA-Aプラットフォームを採用した軽自動車を除く4WD仕様車と、ホンダ車やトヨタ車、ダイハツ車のなかでも後輪を独立懸架とするまでには至らない、コスト、価格重視の車種に採用例が多い。また、リアミッドシップ（リアエンジン）レイアウトを採用したMCC smart（fortwo/roadster他）や、三菱の軽自動車iでも後輪に採用されている。その他、マツダではコスモスポーツ（FR）に、スズキでは3代目エブリイ（MR）に採用されたが、共に1世代のみとなっている。
ホンダのTNシリーズやスズキ・エブリイでは、FF車用の横置きパワートレーンをミッドシップに搭載しており、デフがトランスミッションと一体化したトランスアクスル（固定式）となることで荷室の床高さが抑えられるため、この方式が採用された。ホンダではアクスルチューブの位置決めに半だ円リーフスプリングを兼用するが、チューブにスペーサーを溶接し、かなり高い位置で支持する超オーバースラング式となっている。
外国車ではアストンマーティンがDB4やラゴンダ・ラピードに採用した。

競技車両では1969年に二座席レーシングカーのシャパラル・2Hが採用しているほか、トヨタ・AE86を改造した全日本GT選手権用車両に採用例がある。

## 関連項目

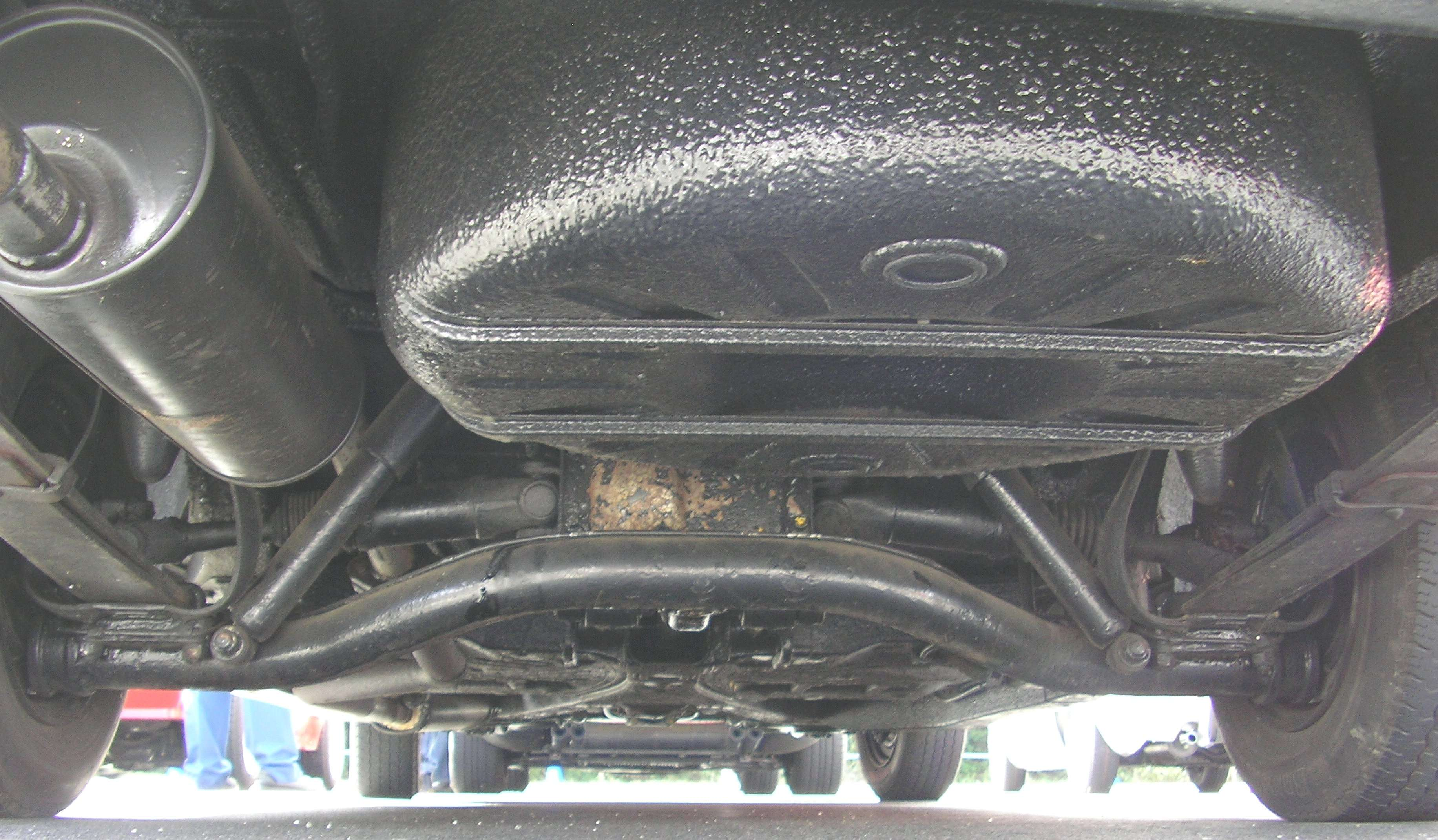
リーフスプリング支持 プリンス・グロリア・スーパー6。少ない枚数のリーフスプリングでフリクションを減らす配慮が為されている
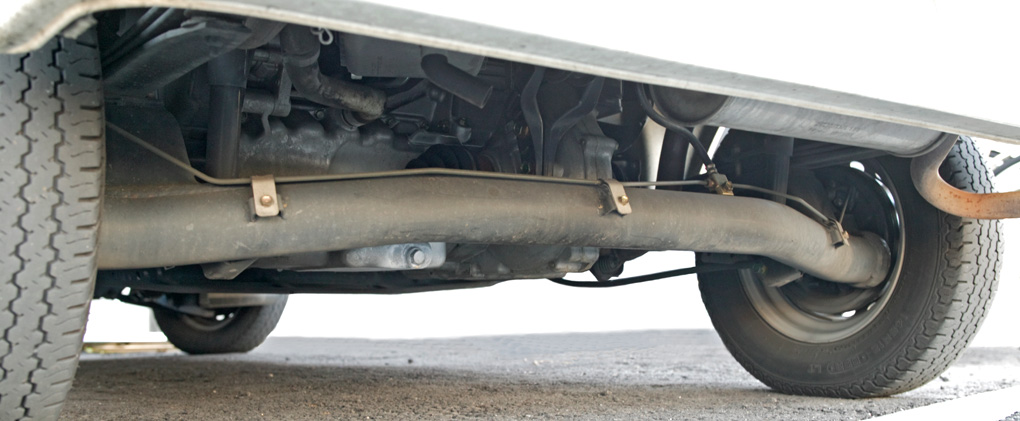
リーフスプリング支持 ホンダ・アクティ
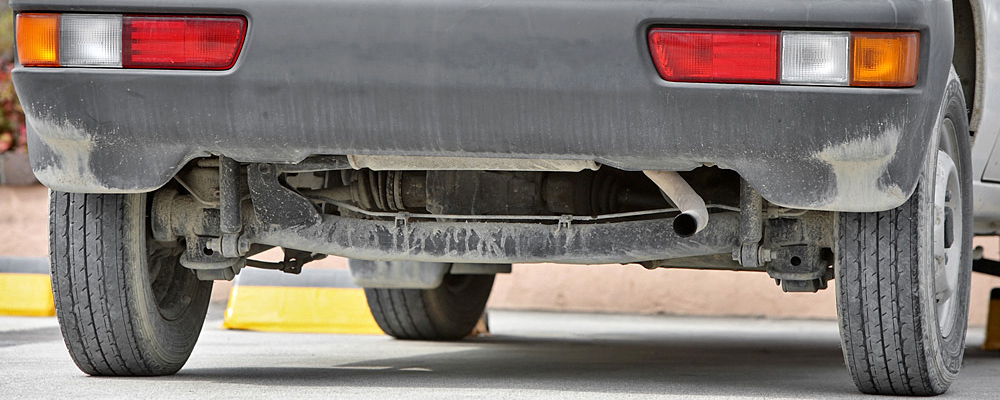
コイルスプリング+リンク支持 スズキ・エブリイ